# Bernard Joseph McLaughlin
Bernard Joseph McLaughlin (Buffalo, 19 november 1912 – Tonawanda, 5 januari 2015) was een Amerikaans bisschop.

## Biografie
McLaughlin werd geboren in 1912. In 1935 werd hij priester gewijd. Hierna keerde hij terug naar de Verenigde Staten. In 1968 werd hij als bisschop benoemd door paus Paulus VI. In 1969 werd hij bisschop van Buffalo (New York). In deze functie ging in 1988 met emeritaat.
McLaughlin was aan het eind van zijn leven de op een na oudste bisschop ter wereld, na zijn landgenoot Peter Leo Gerety, en de bisschop die het langst geleden tot priester werd gewijd. Hij kon in 2015 net niet zijn 80-jarig priesterjubileum vieren. Hij werd begraven aan de Mount Olivet Cemetery in Kenmore Erie County.